# Боронеду
Боронеду (итал. Boroneddu) је насеље у Италији у округу Ористано, региону Сардинија.
Према процени из 2011. у насељу је живело 184 становника. Насеље се налази на надморској висини од 215 м.

## Становништво
| 1931. | 1936. | 1951. | 1961. | 1971. | 1981. | 1991. | 2001. | 2011. |
| ----- | ----- | ----- | ----- | ----- | ----- | ----- | ----- | ----- |
| 232   | 264   | 279   | 241   | 194   | 211   | 209   | 184   | 165   |